# Рагби репрезентација Јапана
Рагби јунион репрезентација Јапана је рагби јунион тим који представља Јапан у овом екипном спорту. Рагби се у Јапану игра преко 110 година. Јапан је највећа азијска сила у рагбију, учествовао је на сваком светском првенству у рагбију али никада није прошао групну фазу. Јапан има финансијски јако домаће такмичење које се зове Топ лига и организоваће светско првенство у рагбију 2019. Највише утакмица за Јапан одиграо је Хитоши Оно - 85, Даисуке Охата је постигао највише есеја - 69, а најбољи поентер Ајуму Горомару - 505 поена. Дрес Јапана је црвено-беле боје. 

## Тренутни састав
Шота Хорије
Мајкл Лејч - капитен
Такеши Кизу
Хироки Јухара
Кенсуке Хатајекама
Кеита Инагаки
Масатака Миками
Хироши Јамашита
Шоји Ито
Шиња Макабе
Хитоши Оно
Лук Томпсон
Џастин Ивс
Хендрик Туи
Аманаки Лелеи Мафи
Фумиаки Танака
Косеи Оно
Мале Са'у
Ју Тамура
Крег Винг
Кенки Фукуока
Тошијаки Хиросе
Ајуму Горомару